# Ljusören, Kristinestad
Ljusören är en ö i Finland.   Den ligger i den ekonomiska regionen  Sydösterbotten och landskapet Österbotten, i den sydvästra delen av landet, 290 km nordväst om huvudstaden Helsingfors. 